# トマス・ハリス
ウィリアム・トマス・ハリス3世（William Thomas Harris III, 1940年4月11日 - ）は、アメリカの小説家。テネシー州ジャクソン生れ。テキサス州ウェイコのベイラー大学（Baylor University）卒業。
地方紙『ニューズ・トリビューン』の記者ののち、ニューヨークのAP通信社でレポーター兼編集者となり、この間に犯罪の世界に関して貴重な洞察を得、のちに最初の小説を書くきっかけになった。パレスチナゲリラによる、スーパーボウル会場への飛行船によるテロという奇想天外なアイデアで、1975年『ブラック・サンデー』を執筆しベストセラーとなる。なお、同作品は映画化もされたが、パレスチナ問題という微妙な問題を扱っていたため、日本では公開直前に中止に追い込まれた。
1988年、前作『レッド・ドラゴン』（1981年）に続くハンニバル・レクターを主人公とする小説『羊たちの沈黙』を発表、映画化されアカデミー賞を受賞、映画配給会社のオライオン・ピクチャーズ（Orion Pictures Corporation）を倒産の危機から救った。1999年に発表した『ハンニバル』も映画化され、前作以上の興行収入を得た。さらに2005年、レクターの少年期を描いた『ハンニバル・ライジング』を出版し、2007年に映画化された。
大衆の前に姿を現すことがなく、非常に謎の多い人物である。40年の作家生活で作品はこれら6作しかないという、寡作な作家でもあるが、作品は全て映画化されている。
大学時代に出会い結婚した妻ハリエットとの間には一人娘アンがいるが、1960年代に離婚している。

## 作品一覧
- ブラック・サンデー（Black Sunday、1975年） 宇野利泰訳、新潮文庫、改版刊
- レッド・ドラゴン（Red Dragon、1981年）

小倉多加志訳、ハヤカワ文庫（上下）／加賀山卓朗訳、ハヤカワ文庫（上下）、新訳版
- 羊たちの沈黙（The Silence of the Lambs、1988年） 、ブラム・ストーカー賞受賞

菊池光訳、新潮文庫／高見浩訳、新潮文庫（上下）、新訳版
- ハンニバル（Hannibal、1999年） 高見浩訳、新潮文庫（上下）
- ハンニバル・ライジング（Hannibal Rising、2006年） 高見浩訳、新潮文庫（上下）
- カリ・モーラ（Cari Mora、2019年）高見浩訳、新潮文庫